# 알렉산더 홀 앤 선즈
알렉산더 홀 앤 선즈(Alexander Hall and Sons)는 1797년부터 1957년까지 스코틀랜드 애버딘에서 운영되었던 조선소이다.

## 역사
알렉산더 홀(Alexander Hall, 1760-1849)은 스코틀랜드 애버딘셔 옥터레스(Auchterless)에서 태어나 1783년 애버딘으로 이사를 갔다. 1790년 장인이 운영했던 조선소인 코챠 앤 기본(Cochar and Gibbon)을 인수하여 알렉산더 홀 앤 선즈를 설립하였다. 그들이 최초로 제작한 선박은 목조 선박이었다. 1839년에 건조된 스쿠너 스카치 메이드(Scottish Maid)는 속도와 성능을 향상시키도록 설계된 최초의 ‘애버딘 보우(Aberdeen bow)'를 사용했다.
1849년 알렉산더 홀이 사망한 후 조선소는 아들 제임스와 윌리엄에게 남겼으며, 윌리엄은 선박 설계를 담당했고, 제임스는 사업을 맡았다. 그들은 토링튼(Torrington)과 스토노웨이(Stornoway)를 비롯한 많은 유명한 클리퍼 선을 제작했는데, 이것들은 아편과 차 무역에 이용되었다.
이후 건조된 배로는 1860년대에 일본 제국 해군을 위해 건조된 조슈마루가 있는데, 이 배는 바크 범장을 한 증기선이었다. 이 함선은 8개의 64 파운드 포와 2개의 100 파운더 포와 함께 철갑으로 된 벨트를 장착했다. 이 배를 건조하는 동안 조선소 야드에서 화재가 발생하자, 제임스는 치명적인 심장마비를 겪었다.
이 회사에서는 범선과 함께 증기선도 건조했다. 최초의 증기 엔진은 1887년에 생산되어 진수된 페트렐(Petrel)이었다. 최초의 트롤선인 매기 워커(Maggie Walker)는 1888년에 제작되었으며, 트롤러, 코스터, 예인선 및 준설선이 잇달아 제작되었다. 제2차 세계대전 시기의 수년 동안 이 조선소에서는 26 척의 증기예인선을 만들었고 많은 수가 해군에 인도되었다.
이 회사는 직원들의 복지에 깊이 관여하여 치료비, 의료, 의약품을 제공하는 의료 펀드를 1846년에 시작했으며, 장례비도 지급했다.
전후 현대화와 적응 실패로 홀의 사업은 축소되었고, 1957년 홀 러셀 앤 컴퍼니(Hall, Russell & Company)가 이 회사를 인수했다. 홀 러셀(Hall Russell)은 1977년 브리티쉬 조선소(British Shipbuilders)의 일부가 되었다. 조선소의 말기에는 선박 수리 업무에만 집중했다.

## 유산
알렉산더 홀의 옛 시설은 1992년 문을 닫고, A&P 그룹에 인수되었으며 리버 디 선박수리소(River Dee Ship Repairers)로 바귀었다. 오늘날 그 조선소의 위치는 텔퍼드 선창(Telford Dock)의 일부가 되었고, 현재의 현대화된 드라이독 시설은 Dales Marine Services Limited (1987년경)의 소유이다.

## 같이 보기
- 류조 (철갑함) (1864)
- 운요호 (1870)